# Raffinerie de Barrancabermeja
La raffinerie de Barrancabermeja est un complexe industriel de raffinage située  à Barrancabermeja, dans le département de Santander, au bord du río Magdalena, principale artère fluviale de la Colombie. C'est la plus importante raffinerie de pétrole du pays devant celle de Carthagène des Indes.

## Historique
La raffinerie fut construite en 1922,. 

## Production
Le complexe, appartenant à l'entreprise publique Ecopetrol, s'étend sur 254 hectares. Avec une capacité de 205 000 barils par jour, elle fournit 75 % du carburant et 70 % des produits pétrochimiques produits en Colombie.
Une extension de la raffinerie est prévue, elle atteindra la capacité de 300 000 barils par jour en 2016.